# Фудбалски савез Летоније
Фудбалски савез Летоније (лет. Latvijas Futbola federācija, LFF; ЛФФ) је највиша фудбалска организација Летоније, која руководи развојем фудбалског спорта, организовањем такмичења у земљи и води бригу о Фудбалској репрезентацији Летоније.
Фудбал се у Летонији почео играти још 1910. године, када су и основани први клубови. 
Најуспешнији клуб у периоду (1910. — 1916 био је ФК Британија. Фудбалски савез је основан 1921. године
Чланом Светске фудбалске федерације ФИФА постао је 1922, а Европске фудбалске уније УЕФА 1992. године, после распада Совјетског Савеза.
Председник савеза је Гунтис Индриксонс.
Прво национално првенство одиграно је 1922, и поново од 1992.. Први првак је био клуб Кајзервуд из Риге. Најуспешнији клуб у првенствима и Купу Летоније од 1991. године је Сконто из Риге, који је освојио 13 од 16 досадашњих првенстава, свих тринаест заредом (1992—2004) што је светски рекорд.
Фудбалски савез организује
- Прву и Другу лигу Летоније
- Куп Летоније

Фудбалски клубови Летоније учествују у свим европским клупским такмичењима.
На репрезентативном нивоу Савез води репрезентацију Летоније. У чествује у свим квалификацијама за Светско и Европско првенство, 2004. године пласирла се у завршницу Европског првенства
Прва међународну утакмицу репрезентација Летоније је одиграла у Риги 24. септембра 1922, против репрезентације Естоније коју је завршила нерешено 1:1.